# Next Generation
Next Generation — журнал о видеоиграх, который издавался компанией Imagine Media (ныне Future US). Он был связан с британским журналом Edge и имел общую редакцию. Next Generation выходил с января 1995 года по январь 2002 года. Издателем журнала был Джонатан Симпсон-Бинт, а редактором — Нил Уэст. Среди других редакторов были Крис Чарла, Том Руссо и Блейк Фишер.
Журнал Next Generation изначально освещал 32-битные приставки, такие как 3DO, Atari Jaguar и тогда ещё не вышедшие Sony PlayStation и Sega Saturn. В отличие от конкурентов GamePro и Electronic Gaming Monthly, журнал был ориентирован на другую читательскую аудиторию, фокусируясь на самой индустрии, а не на отдельных играх.

## История публикации
Журнал изначально издавался GP Publications до мая 1995 года, когда издатель был приобретён Imagine Media.
В сентябре 1999 года дизайн Next Generation был переработан, а его название было сокращено до просто NextGen. Это положило начало «второму жизненному циклу» журнала. Год спустя, в сентябре 2000 года, ширина журнала была увеличена со стандартной в 8 дюймов до 9 дюймов, однако этот более широкий формат просуществовал менее года. Подписчики журнала Next-Gen Magazine получили взамен выпуски журнала PlayStation Magazine, когда жизненный цикл Next-Gen был прекращён.
Бренд был возрождён в 2005 году компанией Future Publishing USA как ведущий отраслевой веб-сайт Next-Gen.biz. Он содержал почти те же статьи, что и печатный журнал, а также фактически перепечатывал многие статьи из британского журнала Edge, родственного Next-Gen. В июле 2008 года Next-Gen.biz был переименован в Edge-Online.com.

## Содержание
Контент Next Generation не фокусировался на скриншотах, прохождениях и чит-кодах. Вместо этого контент журнала был больше ориентирован на процесс разработки видеоигр с художественной точки зрения. В интервью с людьми из индустрии видеоигр часто задавались вопросы о культуре видеоигр в целом, а не о деталях последней игры или игровой системы, над которой они работали.
Next Generation был впервые опубликован ещё до запуска Sega Saturn и Sony PlayStation в Северной Америке, и большая часть раннего контента журнала была создана в ожидании этих консолей.
Помимо обычных рубрик журнал не использовал подписи. Редакторы объяснили это тем, что, по их мнению, все сотрудники журнала должны разделять доверие или ответственность за каждую статью и обзор, даже если они были написаны отдельными людьми.
Система в обзорах основывалась на количестве звёзд (от 1 до 5), которыми оценивали игры на основе их общих достоинств в сравнении с играми, которые уже были на рынке.
В Next Generation также существовал раздел «The Way Games Ought To Be» (изначально создаваемый каждый месяц геймдизайнером Крисом Кроуфордом), в котором была сделана попытка конструктивно критиковать стандартные практики индустрии видеоигр.
Конструкция и дизайн журнала были решительно просты и понятны, на его задней обложке изначально не было рекламы, в отличие от большинства других игровых журналов. В первые несколько лет существования Next Generation у его обложек была тяжёлая матовая ламинированная отделка, в отличие от глянцевых бумажных обложек своих конкурентов. В начале 1999 года журнал отошёл от такого стиля обложки, но в конце 2000 года вернулся к нему вновь.

## История номеров
| Номер                  | Тема |
| ---------------------- | --- |
| v1 #1 (Январь 1995)    | Новые игровые консоли (New game consoles)                                                                           |
| v1 #2 (Февраль 1995)   | Онлайн-игры (Online gaming)                                                                                         |
| v1 #3 (Март 1995)      | PlayStation |
| v1 #4 (Апрель 1995)    | Atari Jaguar |
| v1 #5 (Май 1995)       | Ultra 64 |
| v1 #6 (Июнь 1995)      | Перекрёстный огонь (Crossfire)                                                                                      |
| v1 #7 (Июль 1995)      | Wipeout |
| v1 #8 (Август 1995)    | Рекламные ТВ-ролики Sega Saturn (Sega Saturn TV Commercials)                                                        |
| v1 #9 (Сентябрь 1995)  | Destruction Derby                                                                                                   |
| v1 #10 (Октябрь 1995)  | Madden NFL '96 |
| v1 #11 (Ноябрь 1995)   | Сара Брайант из Virtua Fighter (Virtua Fighter’s Sarah Bryant)                                                      |
| v1 #12 (Декабрь 1995)  | Отчёт о 32-битной видеоигре (32-bit Videogame Report)                                                               |
| v2 #13 (Январь 1996)   | Ridge Racer Revolution                                                                                              |
| v2 #14 (Февраль 1996)  | Ultra 64 |
| v2 #15 (Март 1996)     | Лексикон Next Generation 1996 (Next Generation 1996 Lexicon)                                                        |
| v2 #16 (Апрель 1996)   | Как получить работу в индустрии видеоигр (How to get a job in the video game industry)                              |
| v2 #17 (Май 1996)      | Codename: Tenka |
| v2 #18 (Июнь 1996)     | Будущее видеоигр от Microsoft: DirectX (Microsoft future for gaming: DirectX)                                       |
| v2 #19 (Июль 1996)     | Прошлое, настоящее и будущее онлайн-игр (Past, present, and future of online gaming)                                |
| v2 #20 (Август 1996)   | Super Mario 64 |
| v2 #21 (Сентябрь 1996) | 100 лучших игр всех времён по мнению Next Generation (Next Generation’s Top 100 Games of All-time)                  |
| v2 #22 (Октябрь 1996)  | Венчурный капитал в разработке видеоигр (Venture capital in game development)                                       |
| v2 #23 (Ноябрь 1996)   | Искусственная жизнь (Artificial Life)                                                                               |
| v2 #24 (Декабрь 1996)  | PlayStation vs Nintendo 64 vs Sega Saturn                                                                           |
| v3 #25 (Январь 1997)   | Net Yaroze |
| v3 #26 (Февраль 1997)  | Мифы о видеоиграх (Videogame Myths)                                                                                 |
| v3 #27 (Март 1997)     | 10 лучших онлайн-сайтов о играх (Top 10 online gaming sites)                                                        |
| v3 #28 (Апрель 1997)   | Ретрогейминг (Retrogaming)                                                                                          |
| v3 #29 (Май 1997)      | Что-то не так с Nintendo 64 (Something is wrong with the Nintendo 64)                                               |
| v3 #30 (Июнь 1997)     | Почему игра стоит 50 долларов (Why does a game cost $50)                                                            |
| v3 #31 (Июль 1997)     | Что делает игру хорошей (What makes a Good Game)                                                                    |
| v3 #32 (Август 1997)   | Упаковки видеоигр (Video game packaging)                                                                            |
| v3 #33 (Сентябрь 1997) | Дизайн-документы (Design documents)                                                                                 |
| v3 #34 (Октябрь 1997)  | Будущее игровых консолей (The future of game consoles)                                                              |
| v3 #35 (Ноябрь 1997)   | 25 прорывных видеоигр (25 Breakthrough Games)                                                                       |
| v3 #36 (Декабрь 1997)  | Независимые разработчики видеоигр (Independent game developers)                                                     |
| v4 #37 (Январь 1998)   | Самые важные люди в американской индустрии видеоигр (The most important people in the American video game industry) |
| v4 #38 (Февраль 1998)  | Хардкор-геймеры (hardcore gaming)                                                                                   |
| v4 #39 (Март 1998)     | Как получить работу в индустрии видеоигр (How to get a job in the video game industry)                              |
| v4 #40 (Апрель 1998)   | Что, черт возьми, случилось? (What the Hell Happened?)                                                              |
| v4 #41 (Май 1998)      | Падение BMG Interactive (The Fall of BMG Interactive)                                                               |
| v4 #42 (Июнь 1998)     | Как видеоигры завоюют мир (How games will conquer the world)                                                        |
| v4 #43 (Июль 1998)     | Игры по лицензии (The Licensing Game)                                                                               |
| v4 #44 (Август 1998)   | Консольные войны 1999 года (The Console Wars of 1999)                                                               |
| v4 #45 (Сентябрь 1998) | Dreamcast: Полная история (Dreamcast: The Full Story)                                                               |
| v4 #46 (Октябрь 1998)  | Вопрос персонажа (A Question of Character)                                                                          |
| v4 #47 (Ноябрь 1998)   | Секрет успеха Namco (The secret of Namco’s success)                                                                 |
| v4 #48 (Декабрь 1998)  | Есть ли шанс у видеоигр в Голливуде (Do video games stand a chance in Hollywood)                                    |
| v5 #49 (Январь 1999)   | Что Super Mario 64 сделала для видеоигр (What did Super Mario 64 do for video games)                                |
| v5 #50 (Февраль 1999)  | Обратный отсчёт до Dreamcast (Dreamcast Countdown)                                                                  |
| v5 #51 (Март 1999)     | Физика имеет значение (Physics Matters)                                                                             |
| v5 #52 (Апрель 1999)   | Кривые обучения (Learning Curves)                                                                                   |
| v5 #53 (Май 1999)      | Человек против машины (Man versus machine)                                                                          |
| v5 #54 (Июнь 1999)     | Dreamcast против PlayStation 2 (Dreamcast versus PlayStation 2)                                                     |
| v5 #55 (Июль 1999)     | Выстраивая будущее (Building the Future)                                                                            |
| v5 #56 (Август 1999)   | Тройная угроза Rare (Rare’s Triple Threat)                                                                          |

| Номер                 | Тема                                                                                          |
| --------------------- | --------------------------------------------------------------------------------------------- |
| v1 #1 (Сентябрь 1999) | Прибытие Dreamcast (Dreamcast Arrives)                                                        |
| v1 #2 (Октябрь 1999)  | Ура Голливуду (Hooray for Hollywood)                                                          |
| v1 #3 (Ноябрь 1999)   | Прибытие PlayStation 2 (PlayStation 2 arrives)                                                |
| v1 #4 (Декабрь 1999)  | Война за гостиную (The War for the Living Room)                                               |
| v2 #1 (Январь 2000)   | Кранч (Crunch time)                                                                           |
| v2 #2 (Февраль 2000)  | Игры 2000 года поразят вас (The Games of 2000 Will Blow Your Mind)                            |
| v2 #3 (Март 2000)     | Поднимая планку (Raising the Bar)                                                             |
| v2 #4 (Апрель 2000)   | PlayStation 2: практический отчёт (PlayStation 2: Hands-On Report)                            |
| v2 #5 (Май 2000)      | Новая сделка Sega (Sega’s new deal)                                                           |
| v2 #6 (Июнь 2000)     | Готовы к войне (Ready for war)                                                                |
| v2 #7 (Июль 2000)     | Metal Gear Solid 2: Sons of Liberty                                                           |
| v2 #8 (Август 2000)   | Создание Xbox (The Making of the Xbox)                                                        |
| v2 #9 (Сентябрь 2000) | Dreamcast: первая годовщина (Dreamcast: The First Anniversary)                                |
| v2 #10 (Октябрь 2000) | Широкополосный гейминг (Broadband Gaming)                                                     |
| v2 #11 (Ноябрь 2000)  | Nintendo GameCube: сможет ли Nintendo конкурировать (Nintendo GameCube: Can Nintendo Compete) |
| v2 #12 (Декабрь 2000) | Игры 2001 года для PlayStation 2 (2001 PlayStation 2 games)                                   |
| v3 #1 (Январь 2001)   | С талантом: First-Party Developers (Got Talent: First Party Developers)                       |
| v3 #2 (Февраль 2001)  | Видеоигры растут (Games Grow Up)                                                              |
| v3 #3 (Март 2001)     | Создание собственной игровой компании (Start your own game company)                           |
| v3 #4 (Апрель 2001)   | Поле Indrema (Field of Indrema)                                                               |
| v3 #5 (Май 2001)      | Старые системы, новые игры (Old Systems, New Games)                                           |
| v3 #6 (Июнь 2001)     | Следующий шаг Sega (Sega’s Next Move)                                                         |
| v3 #7 (Июль 2001)     | Eidos на грани (Eidos on Edge)                                                                |
| v3 #8 (Август 2001)   | Открытие GameCube (GameCube Exposed)                                                          |
| v3 #9 (Сентябрь 2001) | Видеоигры U (Video Game U)                                                                    |
| v3 #10 (Октябрь 2001) | 25 сильных игроков (25 Power Players)                                                         |
| v3 #11 (Ноябрь 2001)  | Прибытие Xbox (Xbox arrives)                                                                  |
| v3 #12 (Декабрь 2001) | GameCube от Nintendo уже здесь (Nintendo’s GameCube is here)                                  |
| v4 #1 (Январь 2002)   | Обзор Xbox (Xbox review)                                                                      |